# قطعنامه ۲۶۳ شورای امنیت
قطعنامه  ۲۶۳ شورای امنیت سازمان ملل متحد که در تاریخ ۲۴ ژانویه ۱۹۶۹ تصویب شد، سندی بین‌المللی دربارهٔ زبان های کار شورای امنیت است. این قطعنامه طی نشست ۱۴۶۳ام 
تصویب شد.